# Sans titre (Skulptur)

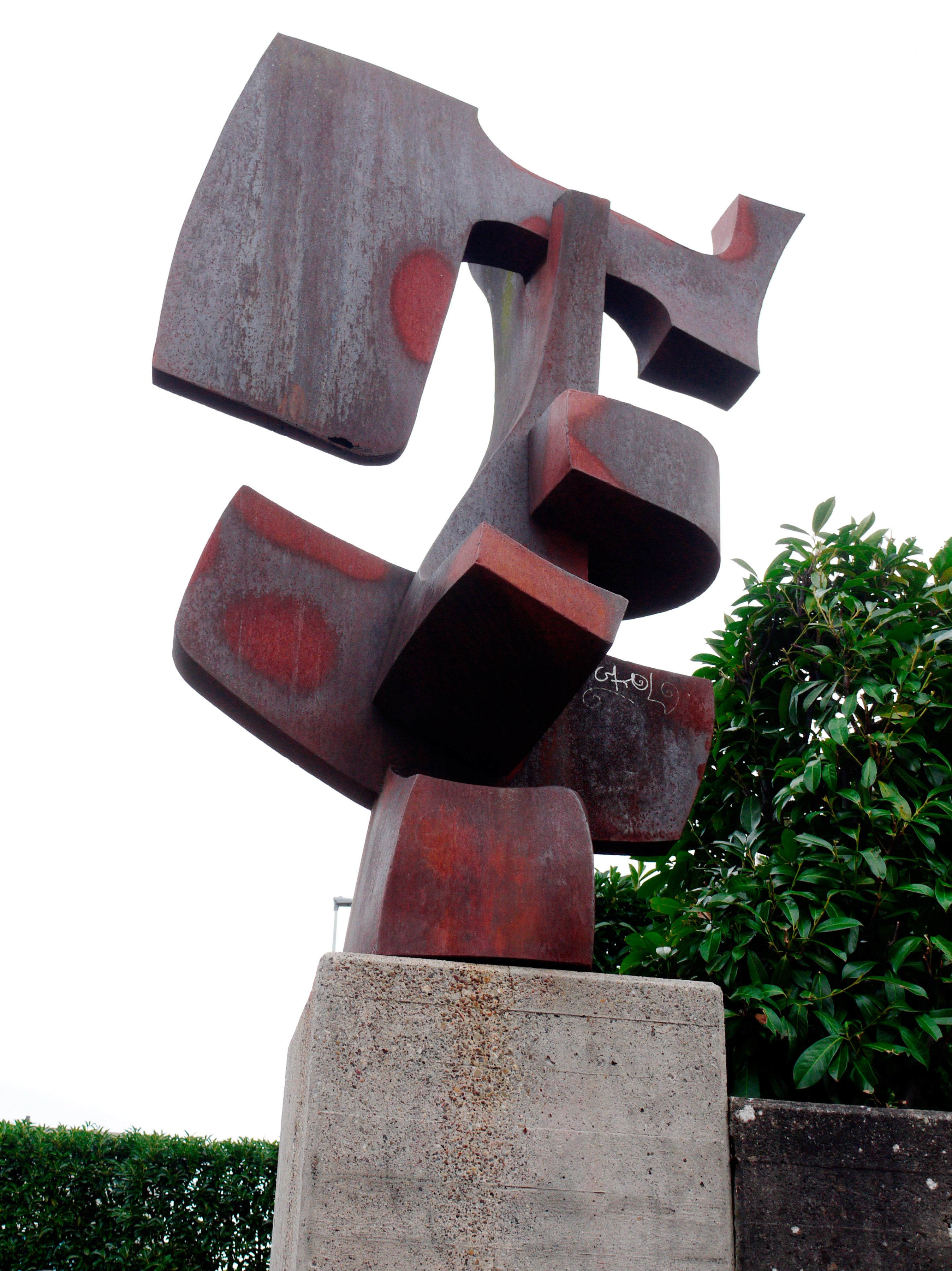
Sans titre bei der Kantonsschule Schaffhausen

Sans titre (deutsch: Ohne Titel) ist eine Stahlplastik des Schweizer Künstlers Albert Rouiller. Sie steht am Pfarrweg in Schaffhausen beim Treppenabgang zum Areal der Kantonsschule Schaffhausen und wurde etwa 1987 installiert.

## Beschreibung
Die Plastik ist rund zwei Meter hoch und besteht aus einem teils kantigen, teils geschweiften Basiskörper, auf dessen oberem Ende ein zweiter, etwas kleinerer Körper ähnlicher Art quer in der Balance zu schweben scheint. Der Cortenstahl besitzt eine Patina aus Rost. Die Plastik steht auf einem quadratischen Betonsockel, welcher einen Bezug zum Neubau der Kantonsschule von Walter Maria Förderer herstellt.

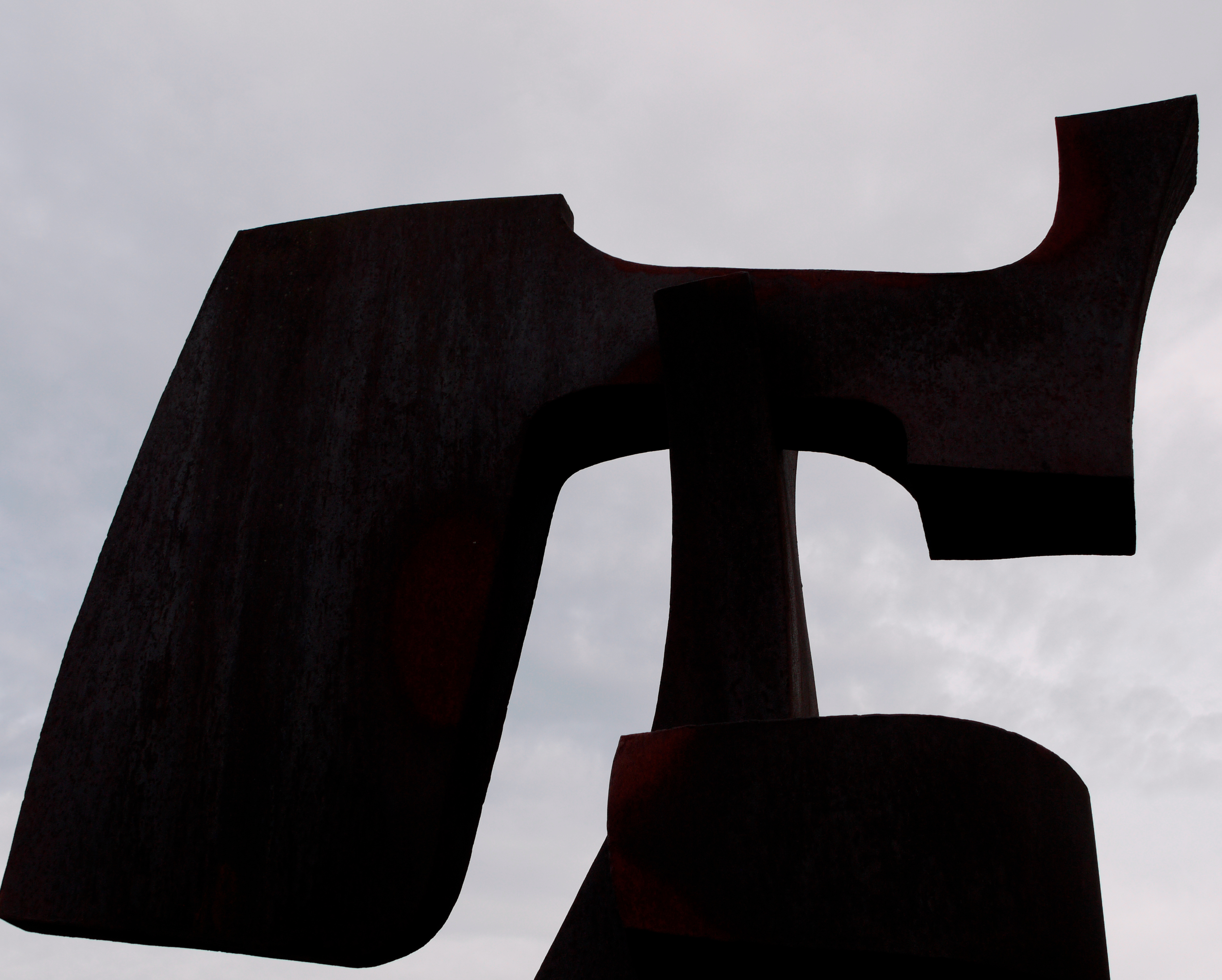
Detail des oberen Teils
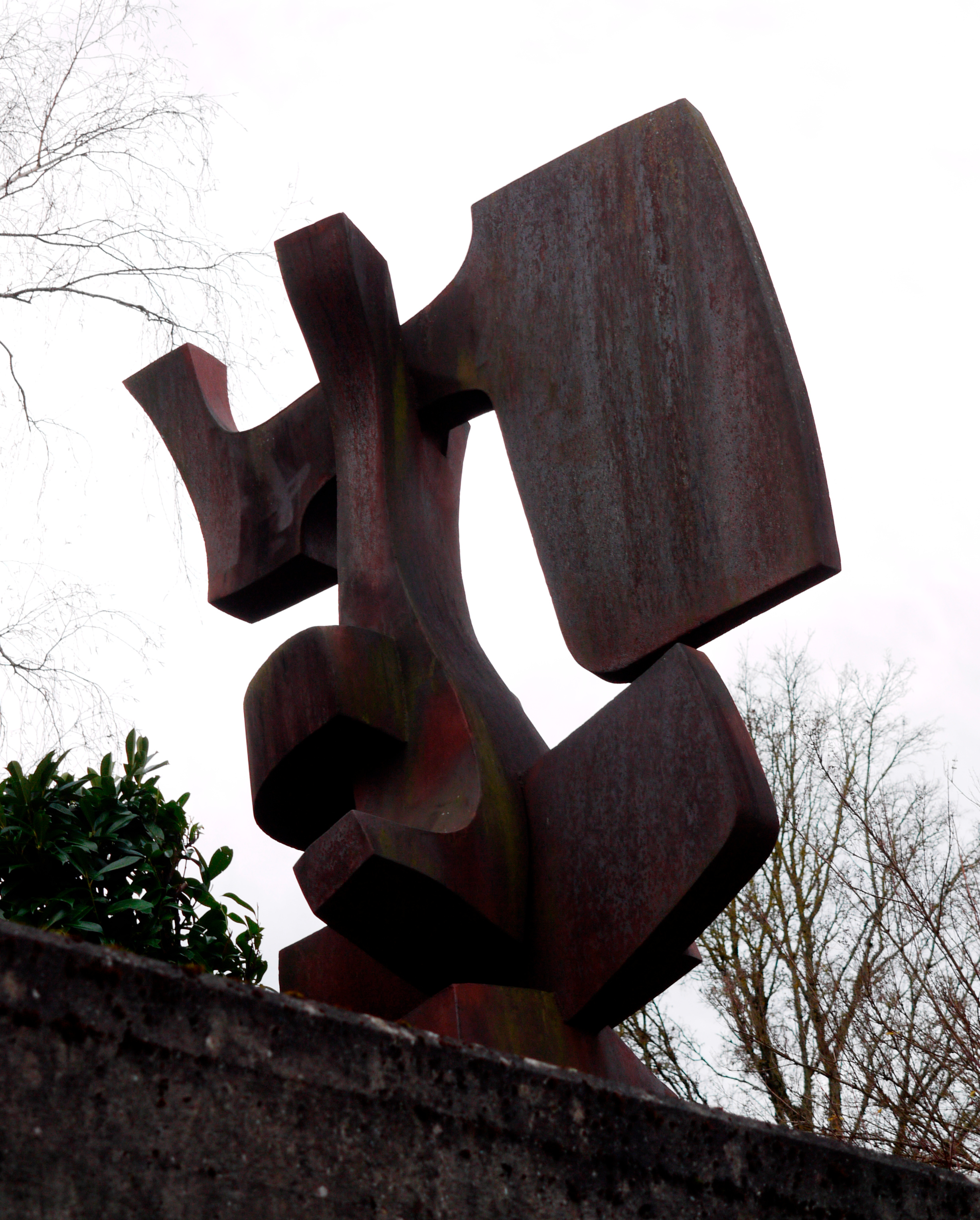
Ansicht von der Treppe